# Jacky Milliet
Jean-Jacques «Jacky» Milliet (* 2. Februar 1932; † 10. November 2024) war ein Schweizer Jazzmusiker (Klarinette).

## Leben und Wirken
Milliet studierte Pharmazie in Lausanne; sein Vater besass die Apotheke Milliet an der Hauptgasse des Heimatorts Pruntrut. Schon früh spielte er zu Schallplatten und lernte autodidaktisch Klarinette. Er suchte Gleichgesinnte, begann im Amateurkreis zu musizieren und kam später auch mit Profimusikern zusammen. Milliet war Mitglied der New Ragtime Band und spielte mit dieser Band mit gastierenden Musikern wie Bill Coleman, Benny Waters, Mezz Mezzrow, Albert Nicholas, Claude Luter und Barney Bigard. Im Bereich des Jazz war er laut Tom Lord zwischen 1967 und 2011 an 30 Aufnahmesessions beteiligt, u. a. auch mit Ed Hubble, Irakli de Davrichewy, Marc Laferrière und Fabrice Eulry. Im Hauptberuf war er Apotheker.
Seine Bekanntheit machte Milliet 2014 zu einem der Botschafter des Kantons Jura. Ausserdem wurde er 2013 zum Ehrenbürger der Stadt Pruntrut ernannt und leitete von 1998 bis 2007 das Regionale Kulturzentrum Porrentruy. Der Sender RFJ widmete Jacky Milliet im Jahr 2022 ein «Jura Culture»-Programm.

## Diskographische Hinweise
- Claude Luter – Carrie Smith – Ralph Sutton with The Jacky Milliet Jazz Band (Evasion, 1968)
- Jacky Milliet Jazz Band Featuring Carrie Smith (Evasion, 1980), u. a. mit Roland Hug
- Claude Luter/Jacky Milliet (Vogue, 1983)
- Claude Luter & Jacky Milliet: Clarinet Marmelade (Evasion, 1991)
- Jacky Milliet «French» Band Featuring Bonnie Taylor (Disques Office, 1994), mit Yannick Singéry, Enzo Mucci, Poumy Arnaud
- Fabrice Eulry, Jacky Milliet: Francophoniswing (Disques Office, 1999)
- Live in Marciac and Mégève (Disques Office, 2001)
- Good Bye Old Friend (2008), mit Eric Luter, Jean-Pierre Dumontier, Olivier Lancelot, Jean-Yves Petiot, Poumy Arnaud
- Jacky Milliet / Fabrice Eulry: Escapade Symphonique (Disques Office, 2011)